# Jednotka požární ochrany

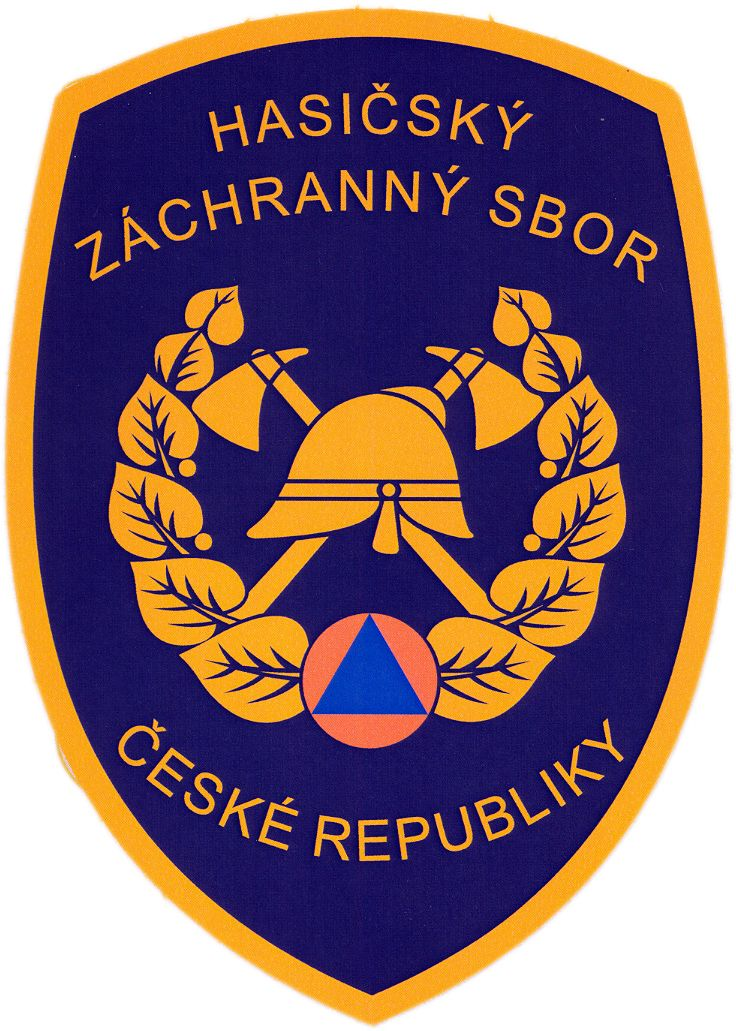
Znak Hasičského záchranného sboru České republiky

Jednotka požární ochrany představuje základní složku požární ochrany v Česku. Ze zákona vyplývá, že každá obec v Česku musí mít zřízenou jednotku požární ochrany. Prvořadým posláním jednotek je chránit život, zdraví a majetek občanů před požáry a poskytovat účinnou pomoc při mimořádných událostech.
Jednotky požární ochrany se dělí na profesionální jednotky hasičského záchranného sboru a jednotky sboru dobrovolných hasičů. Jejich organizace je zahrnuta ve vyhlášce č. 247/2001 Sb. o organizaci a činnosti jednotek požární ochrany a zákoně č. 133/1985 Sb. o požární ochraně.

## Řízení
Jednotky pracují v operačním a organizačním řízení. Organizačním řízením se rozumí činnost k dosažení stálé organizační, technické a odborné způsobilosti sil a prostředků požární ochrany k plnění úkolů jednotek požární ochrany. Operačním řízením se rozumí činnost od přijetí zprávy o skutečnostech vyvolávajících potřebu nasazení sil a prostředků požární ochrany, provedení požárního zásahu a záchranných prací při živelních pohromách a jiných mimořádných událostech, do návratu sil a prostředků požární ochrany na základnu.

## Rozdělení jednotek
| JPO     | Působnost | Název jednotky                                | Čas výjezdu | Čas dojezdu |
| ------- | --------- | --------------------------------------------- | ----------- | ----------- |
| JPO I   | územní    | jednotka hasičského záchranného sboru kraje   | 2 minuty    | 20 minut    |
| JPO II  | územní    | jednotka sboru dobrovolných hasičů obce       | 5 minut     | 10 minut    |
| JPO III | územní    | jednotka sboru dobrovolných hasičů obce       | 10 minut    | 10 minut    |
| JPO IV  | místní    | jednotka hasičského záchranného sboru podniku | 2 minuty    | neurčuje se |
| JPO V   | místní    | jednotka sboru dobrovolných hasičů obce       | 10 minut    | neurčuje se |
| JPO VI  | místní    | jednotka sboru dobrovolných hasičů podniku    | 10 minut    | neurčuje se |

### Působnost
Jednotky se dělí podle působnosti na:
- územní = jednotka může zasahovat i mimo území svého zřizovatele
- místní = jednotka může zasahovat pouze na území zřizovatele, mimo něj na vyžádání

## Financování
Jednotky požární ochrany jsou zřizovány fyzickou osobou (FO) nebo právnickou osobou (PO), obcí nebo státem. Podle zřizovatele se mění i druh financování.
| Zřizovatel | Zdroj financování                                                                            |
| ---------- | -------------------------------------------------------------------------------------------- |
| Stát       | státní rozpočet, dary, dotace, fond zábrany škod, příspěvky obcí a krajů, finanční instituce |
| Obec       | státní, krajský a obecní rozpočet, dary, fond zábrany škod, dotace, finanční instituce       |
| FO/PO      | podnik nebo FO, dotace, dary, státní, krajský nebo obecní rozpočet, finanční instituce       |

### Dary
Na financování požární ochrany (PO) se podílejí i fyzické a právnické osoby, a to zejména pomocí darů. Dar představuje souhlas a podporu veřejnému či soukromému sektoru v činnosti, která má za cíl chránit majetek, životy, zdraví a životní prostředí.

### Státní rozpočet
Státní rozpočet je jedním ze základních rozpočtů, které slouží k samostatnému financování JPO. Výdaje státního rozpočtu jsou důležité ve vztahu ekonomického růstu a nároků kladených na požární ochranu. Hlavní kategorie JPO, která je financována státním rozpočtem, je JPO I. Tyto výdaje jsou ve státním rozpočtu vedeny pod paragrafem 5511 (profesionální část PO), ale také obsahuje paragraf 5512 (dobrovolná část PO).
Z toho plyne, že státní rozpočet obsahuje jak výdaje na profesionální část hasičů, tak i na dobrovolnou část. Proto je státní rozpočet hlavním zdrojem financování požární ochrany.

### Rozpočty územních samosprávných celků
Krajský rozpočet obsahuje, stejně jako státní, dobrovolnou i profesionální část PO. Kraj skrze jeho rozpočet přispívá například investiční mi i neinvestičními transfery. Obecní rozpočet má poněkud významnější úlohu. Jsou jím financovány jednotky požární ochrany, které sama obec zřizuje. V jejím rozpočtu se však také objevuje profesionální část PO, kdy obec přispívá transfery do vyšších rozpočtů.
V obecním rozpočtu však větší část zaujímá právě dobrovolná část, a to z důvodu, že obec zřizuje jednotky sboru dobrovolných hasičů. Z té jsou financovány zejména výdaje na vytápění zbrojní, osobní výdaje nebo výdaje na techniku a vybavení.

### Fond zábrany škod
Tento zdroj je provozován Českou kanceláří pojistitelů, která část vybraných prostředků z pojištění odpovědnosti z provozu vozidel převádí na jednotku IZS. Hlavním cílem je zvýšit bezpečnost na pozemních komunikacích, prevence a osvěta v silničním provozu. Z fondu jsou financovány nákupy nové techniky jak pro HZS ČR tak i pro JSDH.

### Fondy EU
Evropská unie zřizuje fondy, díky kterým lze zvýšit výdaje na požární ochranu a zároveň výrazně nezvýšit rozpočtů obcí, krajů a státu. Evropská unie vynaložila na požární ochranu v roce 2021 34,1 miliard EUR. To představovalo nárůst o 2,5 % oproti roku 2020. Průměrné výdaje na požární ochranu EU jsou 0,4 % celkových výdajů. V ČR se tento údaj pohybuje nad nadprůměrné hodnotě 0,6 % státních výdajů.